# Sepulcro de Alfonso de Castilla

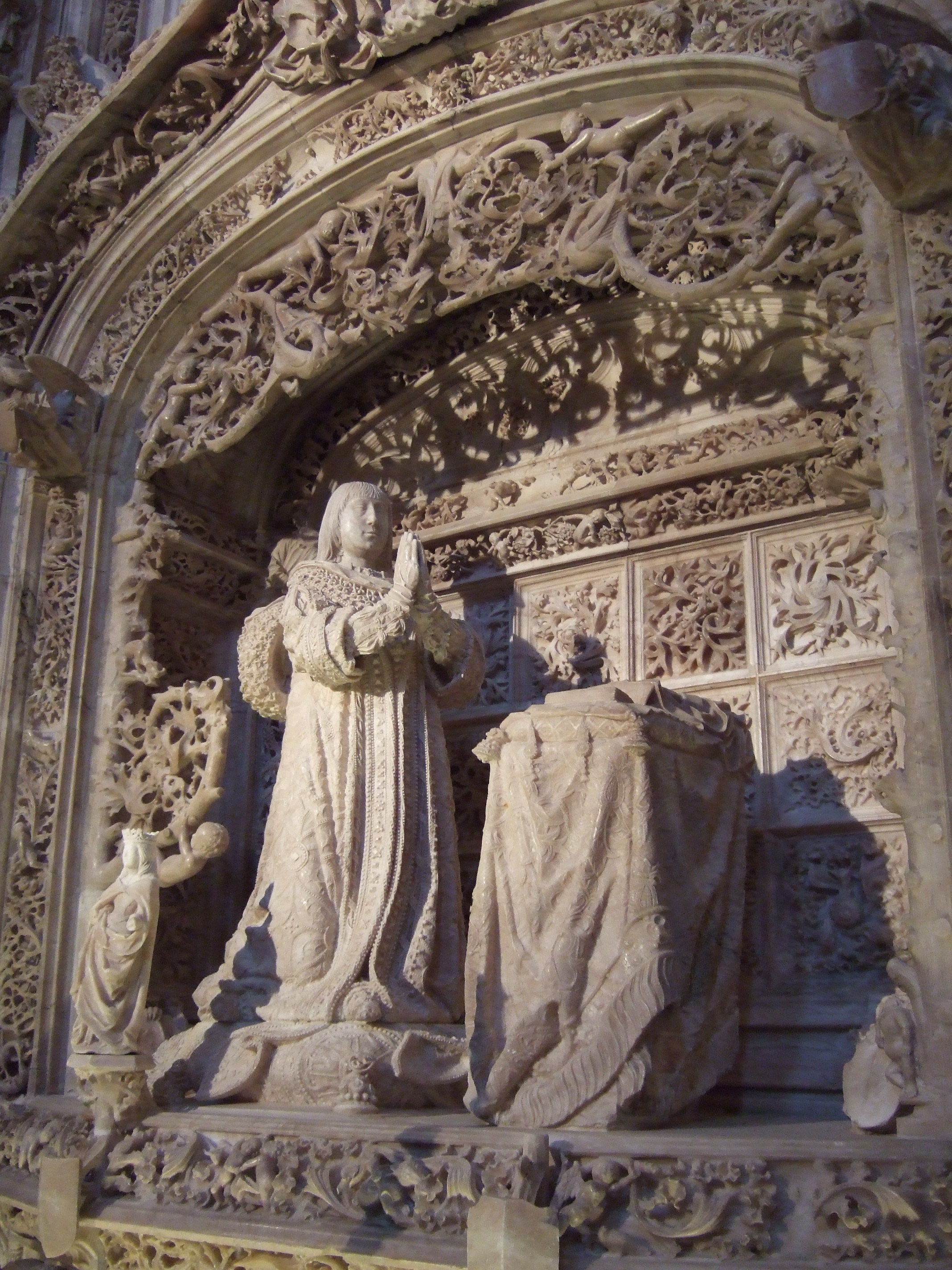
Sepulcro del infante Alfonso de Castilla.

El sepulcro de Alfonso de Castilla es el mausoleo o monumento funerario en el que reposan los restos mortales del infante Alfonso de Castilla, hijo del rey Juan II de Castilla y de su segunda esposa, la reina Isabel de Portugal, y hermano de la reina Isabel la Católica.
El sepulcro está realizado en alabastro y es de estilo gótico. Se encuentra colocado en el lado del Evangelio de la iglesia de la Cartuja de Miraflores, situada a tres kilómetros de la ciudad de Burgos, y fue esculpido por Gil de Siloe.

## Historia
El infante Alfonso de Castilla falleció el día 5 de julio de 1468 en el municipio abulense de Cardeñosa, a los catorce años de edad. Después de su defunción, el cadáver del infante Alfonso de Castilla recibió sepultura en el monasterio de San Francisco de Arévalo, donde permaneció varios años, hasta que, en 1492, y por disposición de su hermana, la reina Isabel la Católica, sus restos mortales fueron trasladados a la Cartuja de Miraflores, donde estaba sepultado su padre, y donde su madre fue llevada en 1505.
La reina Isabel la Católica encargó a Gil de Siloe la construcción de un sepulcro para sus padres, los reyes Juan II e Isabel de Portugal, y también para su hermano, el infante Alfonso de Castilla. En 1486, la reina Isabel la Católica aprobó el proyecto que había realizado el escultor Gil de Siloe para ambos sepulcros, aunque hasta tres años después, en 1489, no comenzaron las obras. Ambos sepulcros fueron colocados en la Cartuja de Miraflores, y en 1492 finalizó la construcción del sepulcro del infante Alfonso, y un año después, el día 2 de agosto de 1493, finalizó la construcción del sepulcro de Juan II y de su segunda esposa.
El día 10 de agosto de 1808 la Cartuja de Miraflores fue saqueada por las tropas francesas, en el transcurso de la Guerra de la Independencia, y los sepulcros de Juan II y su esposa, y el de su hijo, el infante Alfonso de Castilla, fueron profanados por los soldados galos, que buscaban joyas.

## Los restos mortales del infante

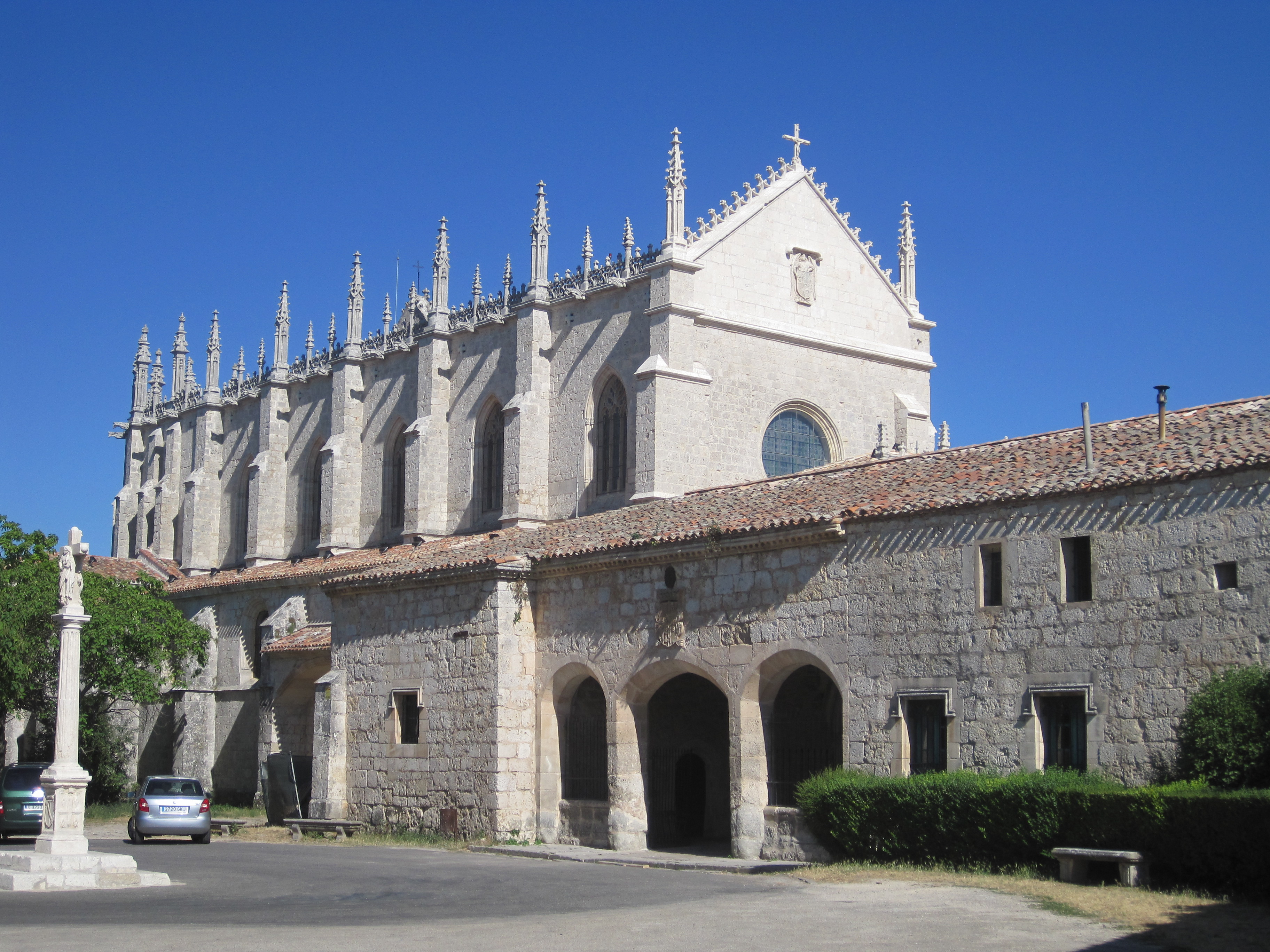
La Cartuja de Miraflores.

En el año 2006, con motivo de la restauración de la Cartuja de Miraflores, la Dirección General de Patrimonio y Bienes Culturales de la Junta de Castilla y León decidió realizar el estudio antropológico de los restos mortales de Juan II y su segunda esposa, quienes estaban enterrados en la cripta bajo el sepulcro real, así como el estudio de los restos depositados en el interior del sepulcro del infante Alfonso de Castilla, cuyo sepulcro está colocado en un lateral de la misma iglesia. El estudio antropológico fue realizado por Luis Caro Dobón y María Edén Fernández Suárez, investigadores del área de Antropología Física de la Universidad de León.
Los restos mortales del infante Alfonso de Castilla, aunque se hallaban en pésimo estado de conservación, estaban depositados en un ataúd de madera de nogal, y se pudo comprobar además que su estatura alcanzaba los 165 centímetros, y quedó plenamente corroborado que los restos mortales depositados en el sepulcro eran los del infante Alfonso de Castilla, ya que se demostró la relación de parentesco entre dichos restos y los depositados en el sepulcro de Juan II de Castilla.

## Descripción del sepulcro
El sepulcro del infante Alfonso de Castilla está realizado en alabastro y es de estilo gótico. El sepulcro es de tipo arcosolio, y está rematado por un arco conopial con arcada angrelada, adornado todo ello con motivos vegetales, perdidos en buena parte, ángeles tenantes que sostienen el escudo del reino de Castilla y León, y una imagen del Arcángel San Miguel que remata el conjunto. El sepulcro está enmarcado por dos pilastras que, partiendo del suelo de la iglesia, se prolongan en altura más allá de los arcos escarzano y conopial. Las pilastras están adornadas con imágenes de apóstoles y santos, y están rematadas por un relieve que representa la Anunciación.

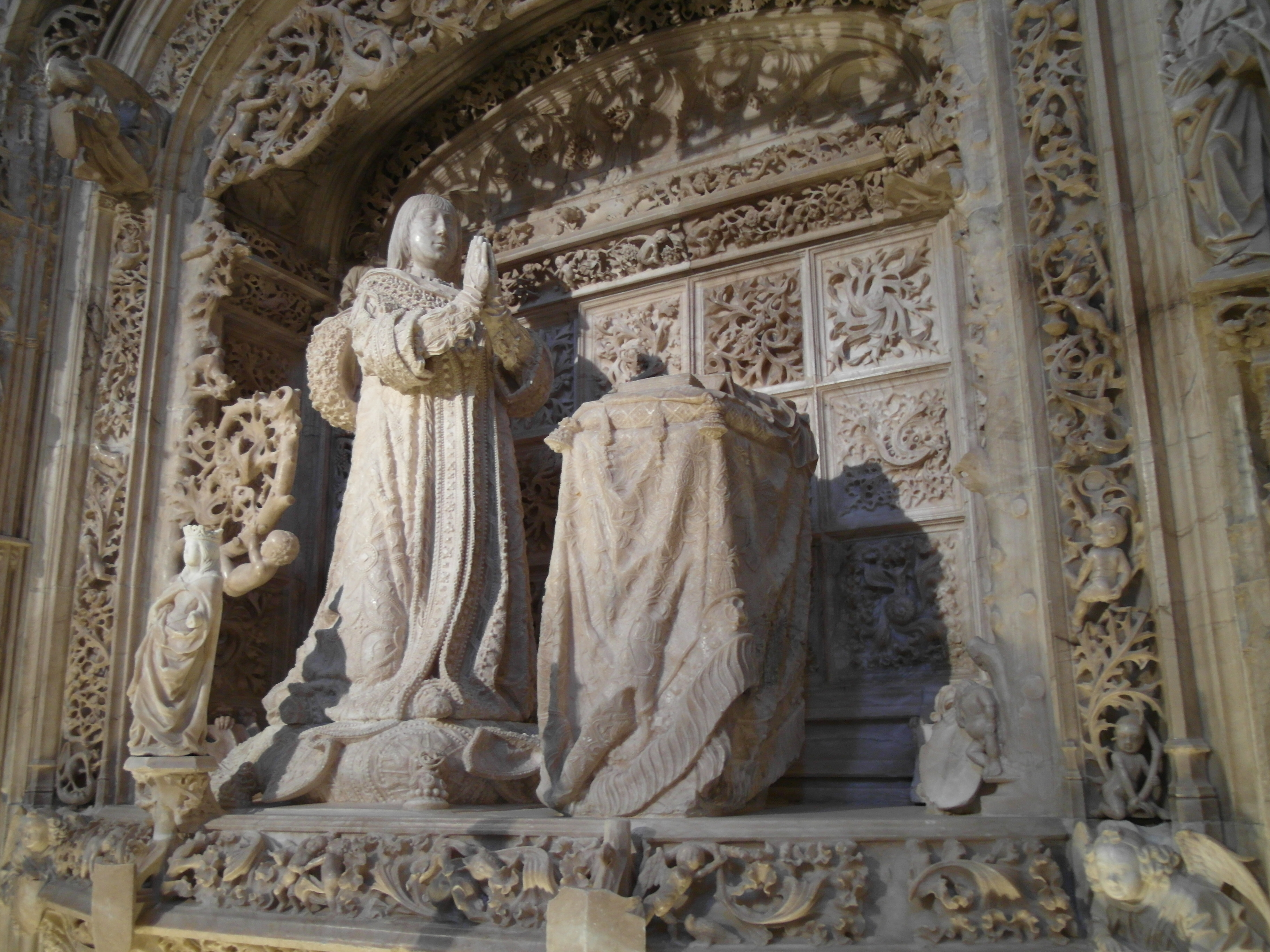
El sepulcro del infante Alfonso de Castilla.

Bajo el arco está colocada la estatua orante que representa al infante Alfonso de Castilla. El infante lleva un gorro de pieles colgado a la espalda, adornado con perlas y pedrería, y su rostro, que sugiere una edad superior a la que tenía el infante en el momento de su muerte, muestra cierta inexpresividad, aunque está representado en postura devota, con las manos unidas ante el pecho en actitud orante, y con la mirada dirigida hacia el altar mayor de la iglesia.
El infante aparece arrodillado sobre un cojín abundantemente adornado, ante un reclinatorio cubierto con una tela de rica textura, similar a la del traje que viste la figura. Sobre el reclinatorio está colocado un almohadón que sostiene el gorro del infante y un devocionario o libro de horas abierto. El infante Alfonso lleva un collar al pecho, de cuyo centro pende una larga cadena que sostiene un medallón en el que aparece una cabeza tallada en piedra preciosa, a modo de Camafeo.
La parte inferior del sepulcro, que corresponde al arca sepulcral, descansa sobre un zócalo adornado con motivos vegetales y cuatro leones, y se divide en tres paneles. En el panel central aparecen dos ángeles tenantes sosteniendo el escudo del reino de Castilla y León, mientras que en los paneles laterales aparecen representados varios pajes del infante.